# روجر شيبرد
روجر نيولاند شيبرد (بالإنجليزية: Roger Newland Shepard)‏، مواليد 30 كانون الثاني (يناير) 1929 في بالو ألتو (كاليفورنيا هو عالم في العلوم الاستعرافية ومؤلف القانون العالمي للتعميم (1987). ويعتبر أب بحوث العلاقات المكانية.
حصل شيبرد على شهادة الدكتوراة في علم النفس من جامعة ييل عام 1955 بإشراف «كارل هوفلاند» وأكمل التدريب ما بعد الدكتوراة مع جورج أرميتاج ميلر في جامعة هارفارد. بعد ذلك، عمل في مختبرات بل ودرّس في جامعة هارفارد قبل أن ينضم إلى هيئة التدريس في جامعة ستانفورد. عام 1995، تسلّم شيبرد قلادة العلوم الوطنية الأمريكية لإسهاماته في مجال العلوم المعرفية. عام 200، حاز جائزة روميلهارت. وهو أستاذ فخري في العلوم الاجتماعية في جامعة ستانفورد.
ومن بين طلابه كل من لين كوبر، ليدا كوزميديس، روب فيش، جينفر فريد، كارول كرومهانسل، دانيال ليفيتن وجيفري ميلر.
وشيبرد هو أحد مؤسسي معهد كيرا

## وصلات خارجية
- الموقع الرسمي في جامعة ستانفورد
- السيرة الذاتية الخاصة بالأبحاث لروجر شيبرد
- محاضرات هيتشكوك في جامعة كاليفورنيا
- السيرة الذاتية في موقع rr0.org (باللغة الفرنسية)